# Partit Democràtic dels Pensionistes d'Eslovènia
El Partit Democràtic Party dels Pensionistes d'Eslovènia (eslovè: Demokratična stranka upokojencev Slovenije o DeSUS) és un partit polític d'Eslovènia fundat per Drago Lipič i Joze Globacnik.
A les últimes eleccions legislatives de 3 d'octubre de 2004, el partit va obtenir el 4,1% dels vots i 4 dels 90 escons. El partit és membre de la coalició de govern i liderat per Ljubo Jasnič.

## Resultats electorals

### Assemblea Nacional
| Any  | Vots   | %          | Escons  | +/– | Govern                  |
| ---- | ------ | ---------- | ------- | --- | ----------------------- |
| 1996 | 46,152 | 4.32 (#6)  | 5 / 90  | 5   | Coalició (1997–00)      |
| 1996 | 46,152 | 4.32 (#6)  | 5 / 90  | 5   | Oposició (2000)         |
| 2000 | 55,634 | 5.17 (#6)  | 4 / 90  | 1   | Coalició                |
| 2004 | 39,150 | 4.04 (#7)  | 4 / 90  | =   | Coalició                |
| 2008 | 78,353 | 7.45 (#4)  | 7 / 90  | 3   | Coalició                |
| 2011 | 76,853 | 6.97 (#5)  | 6 / 90  | 1   | Coalició                |
| 2014 | 88,968 | 10.18 (#3) | 10 / 90 | 4   | Coalició                |
| 2018 | 43,889 | 4.93 (#8)  | 5 / 90  | 5   | Coalició (2018–20)      |
| 2018 | 43,889 | 4.93 (#8)  | 5 / 90  | 5   | Suport extern (2020–22) |
| 2022 | 7,840  | 0.66 (#17) | 0 / 90  | 5   | Extraparlamentari       |

### Parlament Europeu
| Any  | Vots                | %                   | Escons | +/– |
| ---- | ------------------- | ------------------- | ------ | --- |
| 2004 | En coalició amb LDS | En coalició amb LDS | 2 / 7  |     |
| 2009 | 33,292              | 7.2 (#6)            | 0 / 8  | 2   |
| 2014 | 32,662              | 8.1 (#4)            | 1 / 8  | 1   |
| 2019 | 27,329              | 5.6 (#6)            | 0 / 8  | 1   |
| 2024 | En coalició amb DD  | En coalició amb DD  | 0 / 9  | =   |